# 스피츠베르겐섬
스피츠베르겐섬(Spitsbergen. 옛 이름은 베스트스피츠베르겐섬(Vestspitsbergen, "서스피츠베르겐 섬"))은 노르웨이령 스발바르 제도에서 제일 큰 섬이다. 면적 23,641 km2이다. 1596년 네덜란드인 빌럼 바런츠가 북동 항로탐색의 도중에 발견했다.
스발바르 제도에서 사람이 사는 세 섬 중 하나이다. 스발바르 조약에 의해 조인 국가의 국민은, 이 섬에 살 수 있다. 현재 이 권리를 사용하고 있는 나라는 노르웨이와 러시아뿐이다.
지구의 최북단 마을인 뉴올레슨토 마을이 있는 곳이기도 하다. 뉴올레슨토 마을은 초기에 탄광으로 개발되었으나 1962년 대형사고로 탄광은 문을 닫고 현재 관광과 국제적 연구기지존으로 발전하고 있다.